# Mállás
Mállás az a folyamat, amely során a szilárd földkéreg anyagának fizikai és/vagy kémiai állapota az exogén erők hatására megváltozik (pl. elbomlik, széthullik, aprózódik az anyag). A mállás folyamata az egymással érintkező litoszféra, atmoszféra, bioszféra és hidroszféra kölcsönhatása eredményeként zajlik le a mindenkori földkéreg felszínén, illetve alatta legfeljebb néhányszor tíz méter mélységig, s amelynek során a kőzetek gyakran kémiailag is átalakulnak. Attól függően, hogy a mállás során fizikai vagy vegyi (kémiai) átalakulások érvényesülnek, fizikai vagy kémiai mállást különítenek el, de legtöbbször együttes hatás érvényesül. Gyakran megkülönböztetik a biológiai mállás fogalmát, ami olyan fizikai és/vagy kémiai mállás, amelyet élőlények okoznak életműködésükkel; a biológiai mállás hatása a talajok kialakulásában és fennmaradásában is rendkívül fontos.

## Fizikai mállás
Mechanikai erők hatására a kőzetek aprózódnak, kisebb-nagyobb darabokra esnek szét, de anyagi szerkezetük, kémiai összetételük nem változik meg. A fizikai mállásban több tényező vesz részt.

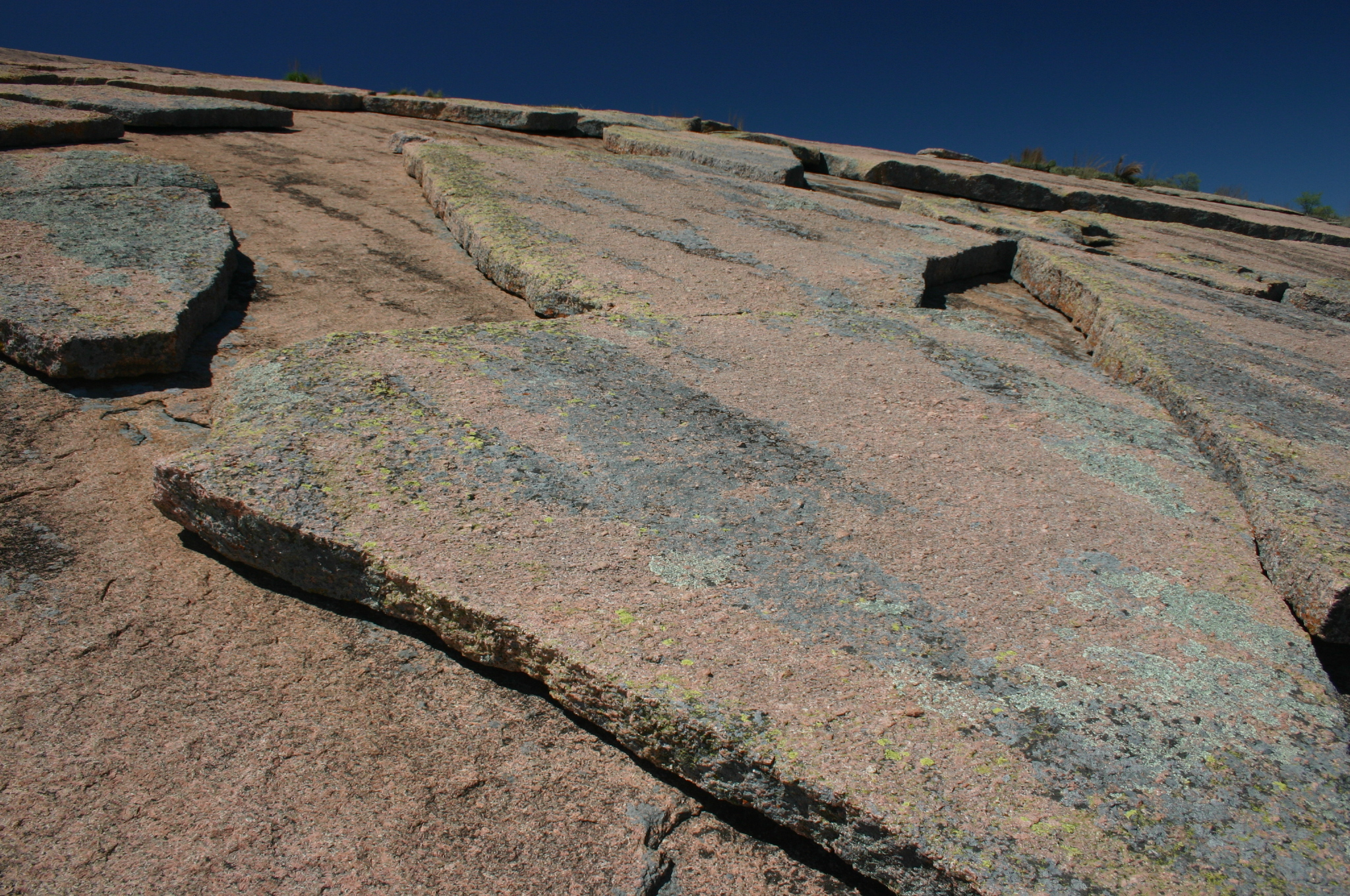
Gránitfelület mállása

### Hőmérséklet ingadozás
Az inszoláció a nap besugárzása, mely hőmérséklet-ingadozást eredményez. A nappali és éjszakai hőmérséklet-különbség az Egyenlítő közelében eléri a 80 °C értéket, de a mérsékelt égövben is előfordul 30–50 °C hőmérséklet-különbség. A kőzetalkotó ásványszemcsék hőtágulásának mértéke különböző, egyenlőtlen térfogatváltozás alakul ki, ezért közöttük a szilárd összefüggés megbomlik, hajszálrepedések keletkeznek. Gyakran a kőzet felülete felpattogzik, leválások keletkeznek, ismétlődés esetén a felületet törmelék borítja be. Hasonló hőtágulásos aprózódás következik be a záporok hirtelen hűtőhatása miatt is. A sivatagi zónákban a hirtelen lehűlés kőzettömbök szétválását eredményezi.

### A fagy hatása

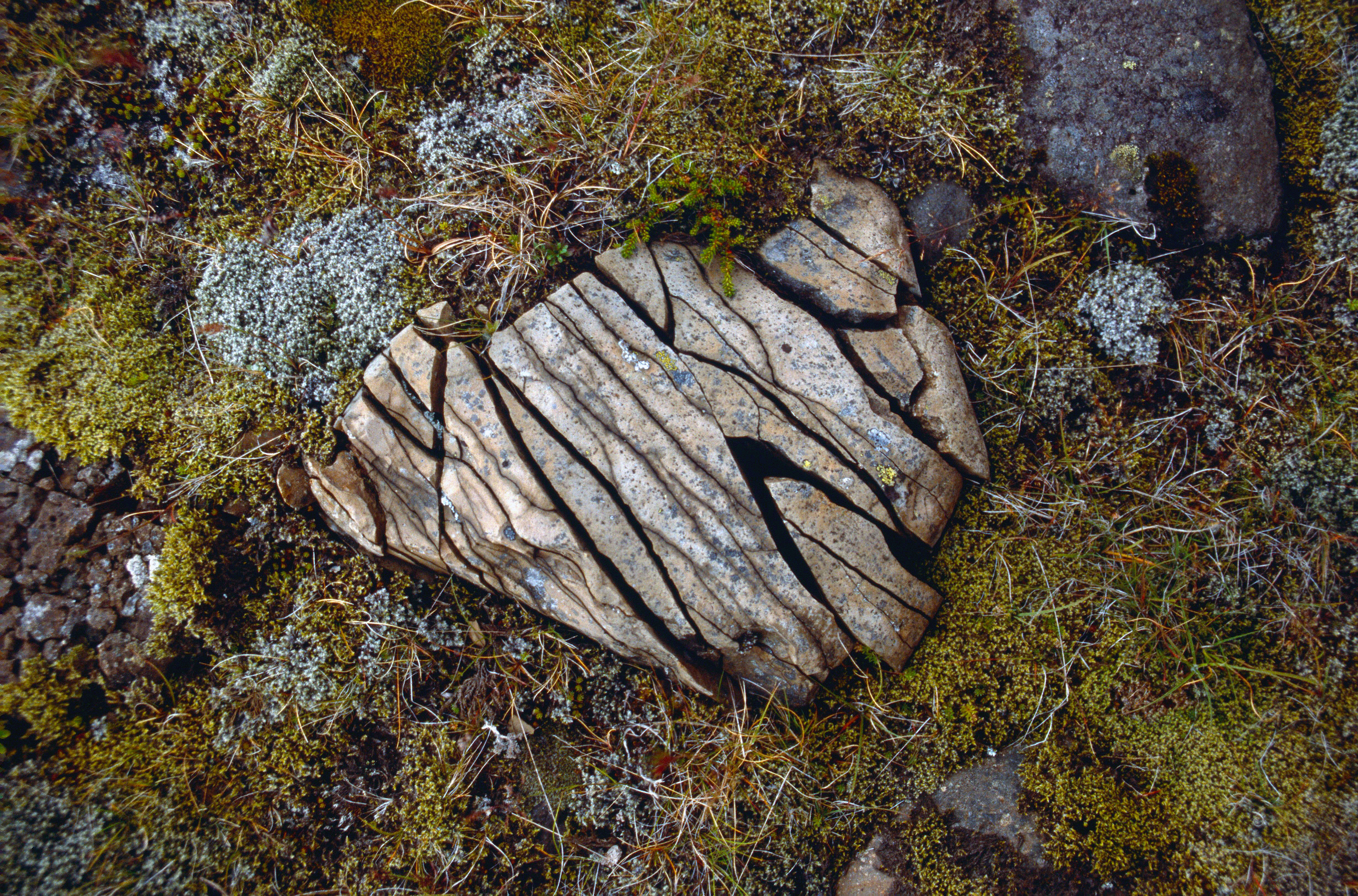
Mállás a beszivárgó víz megfagyásának hatására

A víz térfogata megfagyáskor 1/9-ed részével megnövekszik. A hajszálrepedésekbe beszivárgó víz megfagyva tágítja a repedéseket. Az ismétlődő 0 °C körüli hőmérséklet ingadozás elősegíti a kőzetek darabolódását, ami elsősorban a felületen jelentkezik, de mindig mélyebbre hatol. Hazánkban a fagypont körüli hőmérséklet-ingadozás a téli hónapokban nagyon gyakori, ezért az építészetben felhasznált kőzetek fagyállóságát vizsgálni kell.

### Sókiválás
A beszivárgó víz mindig tartalmaz oldott sókat, melyek a vízből a párolgás után kiválnak és kikristályosodnak. A kristályosodáskor az ásványok kristályvizet vesznek fel, ami térfogat-növekedést eredményez és a jéghez hasonló módon tágítják a hajszálrepedéseket. Az ismétlődő beszivárgással pótlódó víz a kikristályosodó sók feszítőerejét növeli, megindul a kőzetek széthullása. A sókiválás a meleg éghajlaton lévő tengerpartokon jelentős. A magas sótartalmú vizet a hullámverés juttatja a kőzetek repedéseibe és a gyors elpárolgás a fokozott sókiválás miatt a felaprózódást gyorsítja. 

### Növényzet hatása
A kőzetek mélyedéseiben, repedéseiben felgyülemlik a finom szemcséjű, többször por alakú kőzettörmelék, mely a szél közvetítésével odakerülő spórák és magvak kicsírázására ad lehetőséget. Az így megtelepedett növények hajszálgyökerei a növény fejlődése során megvastagodnak, feszítőerőt fejtenek ki, ékszerűen szétfeszítik a kőzeteket.

### Mechanikai hatások
A szél, a víz és a jég a magával ragadott kőzetszemcsék ütközési energiájával fejtenek ki kőzetaprítási munkát.

## Kémiai mállás
A felaprózódó kőzetanyag gyakran kémia bomláson megy át, melyben a víz a legfontosabb tényező. Fontos hatást fejt ki a levegő oxigén (O2) és szén-dioxid (CO2) összetevője, mert a csapadékvíz nagy felületen érintkezik a levegővel, oldatot képez ezekkel a vegyületekkel, ami a csapadékvíz vegyi oldóképességét fokozza. A talajban lévő szerves anyagok bomlásakor keletkező széndioxid és humuszsavak a talajvízben feloldódva növelik a víz kémiai hatását.

### A víz oldó hatása
Az egyszerű oldóhatás összetett fizikai-kémiai folyamat. A sókőzeteket a csapadékvíz oldatba viszi, anélkül, hogy a kémiai tulajdonságok megváltoznának. Az így keletkezett sóoldat bepárolással egyszerű módon visszaalakítható sóvá. Ez a jelenség eredményezi a Parajd határában észlelhető Európában egyedülálló sókarsztot.

### Széndioxidos víz oldó hatása
A széndioxid és a szénsav vízben könnyen oldódik, ezzel a víz oldóképessége fokozódik, mert hidrokarbonáttá alakítja át a karbonátos kőzeteket, melyek a vízben könnyen oldódnak.  A szénsavas víz háromszor annyi mészkövet képes feloldani, mint a közönséges víz. Ez a kémiai folyamat: két részben írható le
CO2 + H2O → H2CO3
széndioxid + víz → szénsav
A széndioxidos vízben kalciumbikarbonát képződik
H2CO3 + CaCO3 → Ca(HCO3)2
szénsav+ mészkő → kalcium bikarbonat
A vízben jól oldódó karbonátok a vízzel együtt vándorolnak, majd a környezeti hatások változása miatt felbomolhatnak és a karbonát az oldatból kicsapódva újra lerakódik:
Ca(HCO3)2     =      CaCO3      +     H2O    + CO2
kalciumbikarbonát                                                    mészkő                                     víz                               széndioxid
A széndioxid tartalmú csapadékvíz a dolomit és a mészkő felszínén jellegzetes karsztjelenségeket eredményez. A szénsavban feldúsult víz a kovasavat tartalmazó kőzetekben is mállást eredményez, melynek  során az aprózódás mellett kémiai változások is bekövetkeznek.

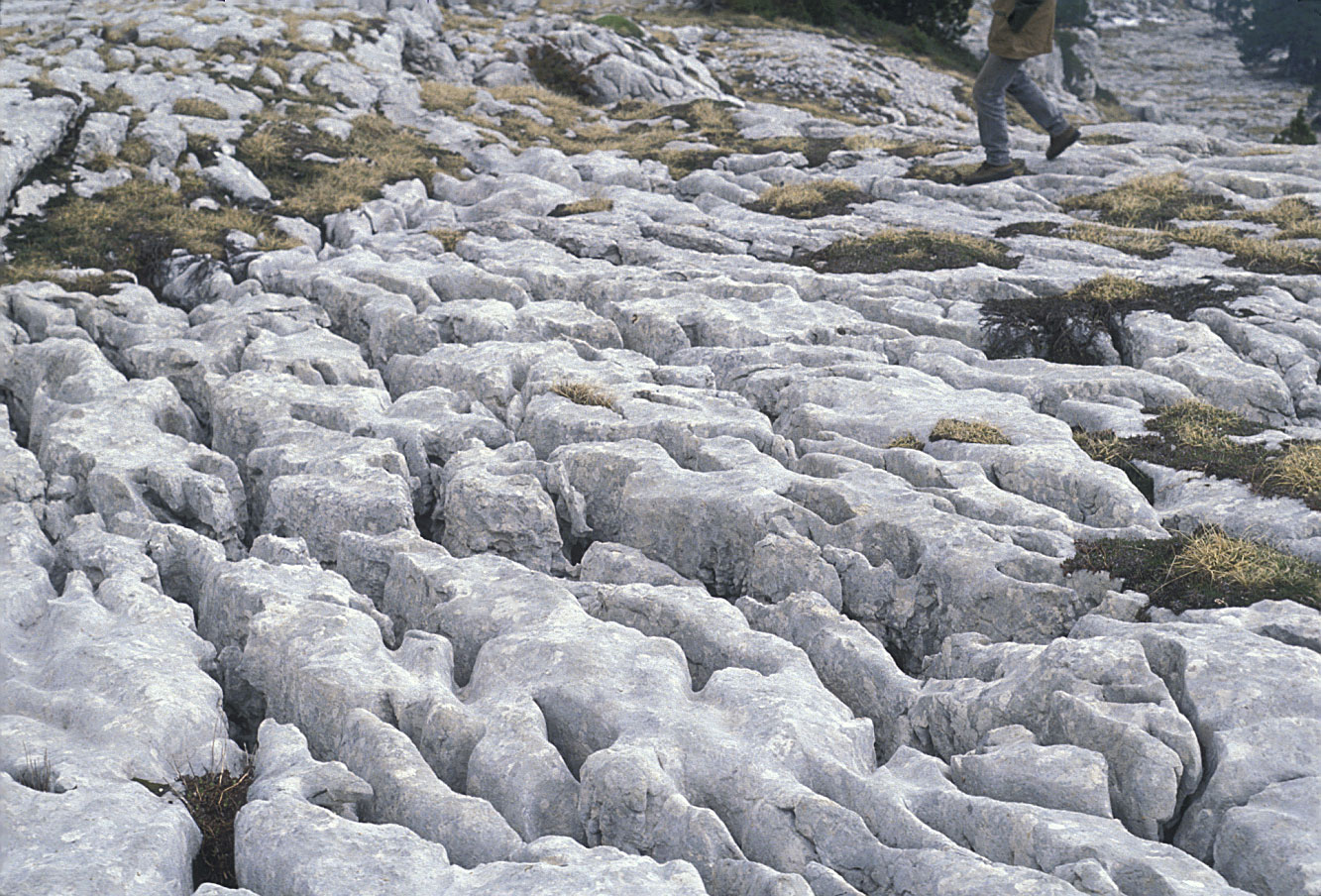
Karsztosodott mészkő felszín

### Oxidáció
A levegő oxigéntartalma víz jelenlétében az oxidálható ásványokat elbontja, és gyakran az így keletkező mállási termék további bomlást, mállást okoz. Ez a mállási folyamat a vastartalmú kőzeteknél gyakori.  A színes kőzetalkotó ásványok (olivin, piroxén, amfibol) tartalmaznak vasat, melynek ionja lehet két vegyértékű ferro-ion (Fe2+) vagy három vegyértékű ferri-ion (Fe3+). Szilárd állapotban mindkét vasion előfordul, de oldatban csak  ferro-ion lehet, ami könnyen oxidálódik és oldhatatlan ferri-ionná változik. Gyakran fordul elő vas-szulfid nagyobb tömegben pirit vagy markazit formájában. Ezek víz jelenlétében könnyen oxidálódnak, amikor vasszulfát és kénsav keletkezik:
2FeS2  + 2H2O   + 7O2    =   2FeSO4   +  2H2SO4.
Ez a változás jellegzetes, a kőzetfelszínen jelentkező elszíneződést eredményez.

### Hidratáció
Az ásványok egy része vízzel érintkezve kristályrácsukba beépülő vízmolekulát vesznek fel, ami térfogat változást okoz és a kémiai tulajdonság is megváltozik. A hidratáció jellegzetes esete az anhidritből a gipsz kialakulása:
CaSO4 + 2H2O = CaSO4 × 2H2O

### Allitos vagy laterites mállás
Csapadékos forróégövi területeken a szilikátos kőzetek mállásakor képződő lúgos oldatok a kovasavat kioldva nagyobb mélységbe szivárognak. A visszamaradó anyagban az alumínium-hidroxid és a vas-hidroxid feldúsul, amiből az őserdei területek vöröses színű talaja a laterit képződik. A lateritnek fontos szerepe volt korábbi földtörténeti időszakokban a bauxit keletkezésében, mert a kovasav tartalom nagy hányada kioldódott a lúgos oldatok miatt.

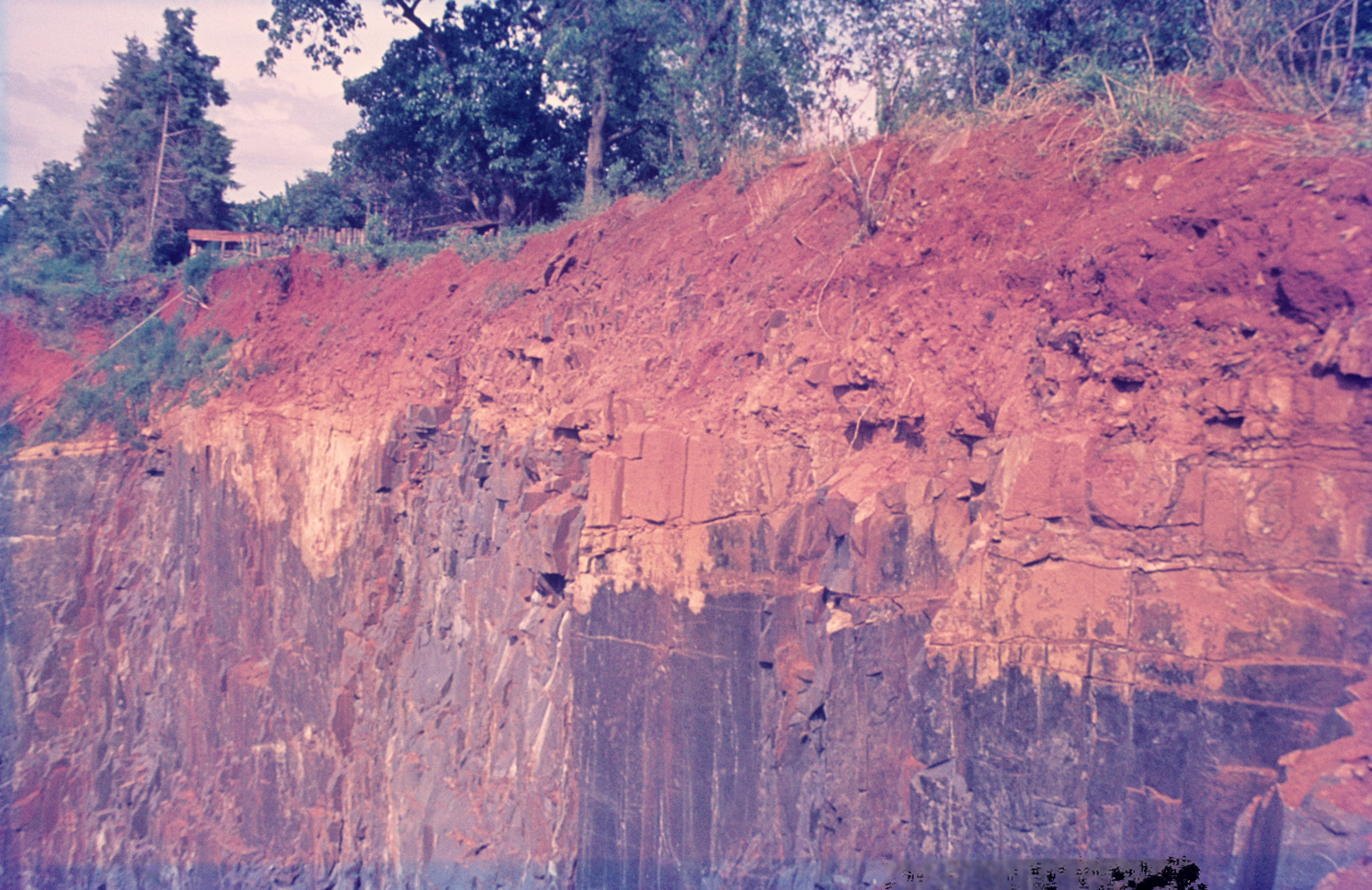
Laterit kialakulása bazalt felszínen

### Sziallitos mállás
A mérsékelt égöv csapadékdús területein jellemző szilikát tartalmú kőzetek mállásakor, amikor alumínium-hidroszilikátok, kaolinit, montmorillonit és egyéb agyagásványok alkotják a mállási maradékot. Amikor a finom szemcseméretű agyagból a színezetet adó vas és más szennyező anyagok kioldódnak, tiszta kaolin keletkezik.

### Podzolos mállás
Hideg éghajlaton, ha a csapadékmennyiség nagy, az alkáli lúgok, a vas és az alumíniumhidrát nagyobb mélységbe jut le a mállás során, és főként kovasavból álló váztalaj alakul ki, amit podzolnak neveznek.

### Biológiai hatások
A növények nemcsak fizikai mállást okoznak, hanem a kőzetfelületen megtelepedve a gyökerek szerves savakat választanak ki, ami bontja a kőzetet. A humuszsavak kőszén képződés közben keletkeznek és a medence aljazatok agyagos üledékeiből a vasat kioldva kaolinosodást eredményeznek. Biológiai mállás jön létre a trópusi szigeteknél, ha nagy egyedszámú madártelepek hatására guanó vagyis vastag madárürülék rakódik le. Ezek sokszor tekintélyes, több méteres vastagságot is elérhetnek és a rajtuk átszivárgó csapadékvízzel szerves savak szivárognak az alapkőzetbe, azokat kémiailag átalakítják, porladóvá teszik.

## Az ipari tevékenység hatása

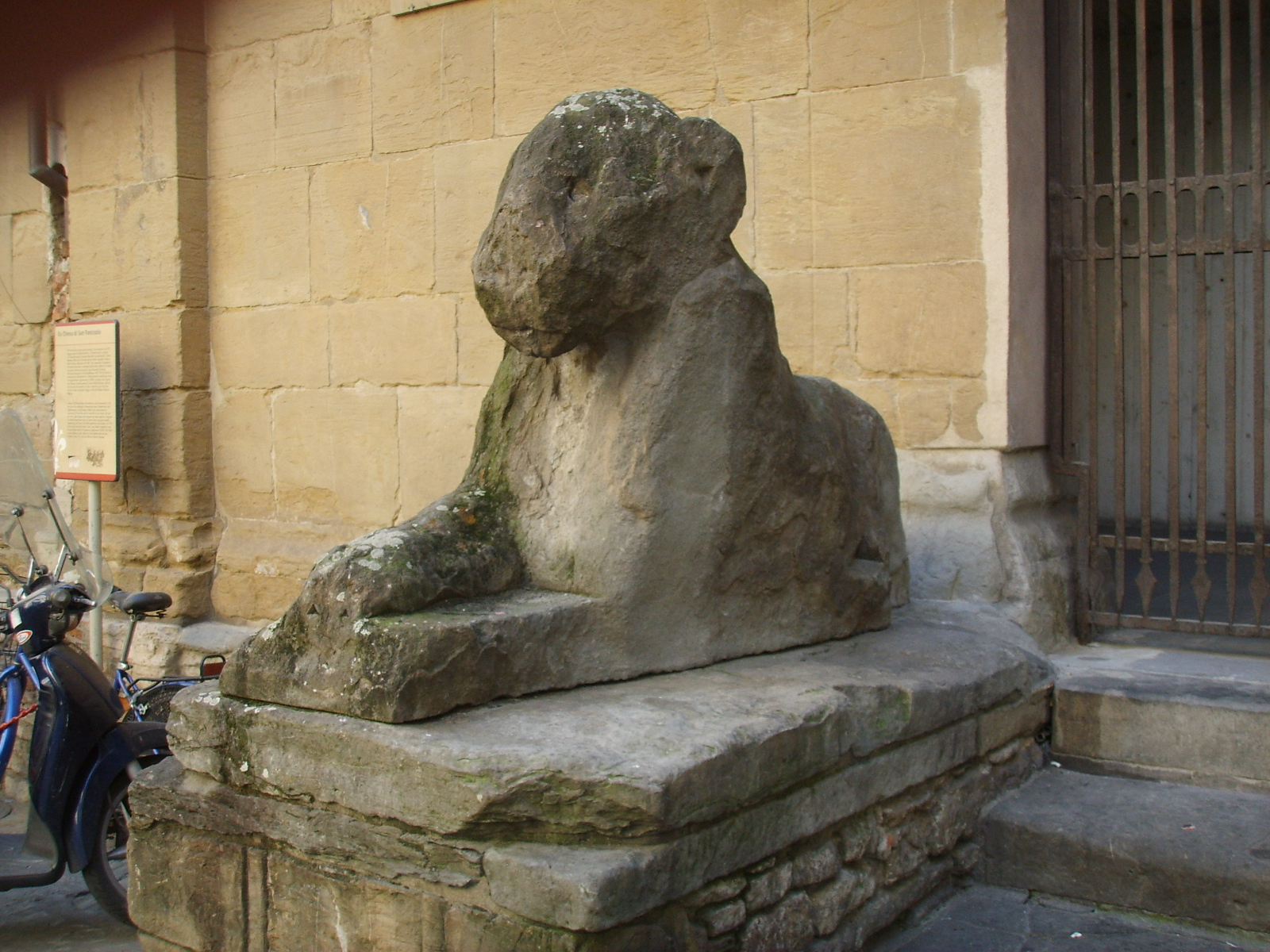
Mállott homokkő szobor

A civilizáció fejlődésével, különböző tevékenységek során, így az ipartelepek működése, fosszilis anyagokból való energiatermelés, a közlekedés, a háztartási tüzelőanyag fogyasztások és a szénhidrogének kitermelése során egyre nagyobb tömegben kerül a levegőbe széndioxid (CO2), nitrogéndioxid (NO2), ammónia (NH3), kéndioxid (SO2 és kénhidrogén (H2S). Ezek a gázok nedvesség hatására, a csapadékban oldódva szénsavat (H2CO3), kénessavat (H2SO3) majd kénsavat (H2SO4) eredményeznek és savaseső formájában az emberi építményeket és díszítőelemeket (szobrok, burkolatok stb.) mállasztó hatásnak teszik ki. A márvány, mészkő, homokkő és különböző tufa alapanyagokból készült műtárgyak először elszíneződnek, majd felületük porladni kezd, leválások jönnek létre. A nagy szilárdságú kőzeteknél a mállási jelenség hosszabb idő után következik be. A mállasztó hatás ellen a felületeket védőbevonattal látják el, de a legfontosabb a savképző gázok kibocsátásának jelentős csökkentése.